# Unidade de Treino Operacional N.º 4 da RAAF
A Unidade de Treino Operacional N.º 4 foi uma unidade de conversão operacional da Real Força Aérea Australiana (RAAF) durante a Segunda Guerra Mundial. Formada em Outubro de 1942 em Williamtown, Nova Gales do Sul, foi criada para treinar pilotos e atiradores aéreos para prestarem serviço nos bombardeiros de mergulho Vultee Vengeance. A unidade foi equipada com aviões Vengeance e CAC Wirraway. Acidentes e incidentes aéreos eram comuns neste tipo de escolas, tendo esta unidade sofrido vários acidentes fatais durante a sua existência. Em Abril de 1944 a unidade foi dissolvida, entregando a base de Williamtown para a Unidade de Treino Operacional N.º 5.

## História
Durante a Segunda Guerra Mundial, a Real Força Aérea Australiana (RAAF) estabeleceu oito unidades de treino operacional para converter as tripulações recém-graduadas de aviões de treino para aviões de combate, além de também providenciar treino e instrução de novas técnicas àqueles que já era tripulantes. A Unidade de Treino Operacional N.º 4 foi formada no dia 1 de Outubro de 1942 em Williamtown, Nova Gales do Sul, para converter tripulações para o bombardeiro de mergulho Vultee Vengeance, um avião que a RAAF tinha encomendado 400 unidades (eventualmente, apenas 344 foram entregues). O comandante inaugural da Unidade de Treino Operacional N.º 4 foi o Wing Commander E. G. Fyfe. Os primeiros pilotos e atiradores para serem instruídos chegaram do Esquadrão N.º 12 no dia 28 de Outubro de 1942, e passaram pelo curso de conversão para o Vengeance até ao dia 25 de Novembro. No final do mês, a Unidade de Treino Operacional N.º 4 tinha uma frota de sete aviões Vengeance. Estes foram reforçados em Janeiro de 1943 pelo primeiro CAC Wirraway da unidade, avião este que começou a ser pilotado pelos alunos antes de passarem para o Vengeance.

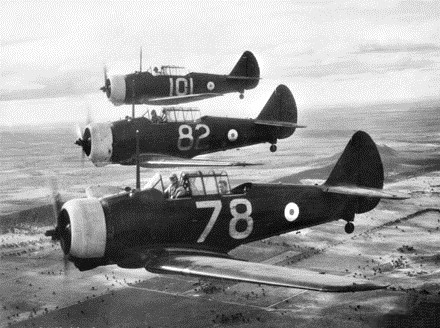
Uma formação de aviões CAC Wirraway da RAAF em pleno voo

As unidades de treino operacional, ao fazer uso dos mesmos aviões usados na guerra (que eram mais avançados e poderosos que os aviões de treino), e ensinando técnicas de combate aéreo que frequentemente envolviam um grande risco, sofriam geralmente uma maior taxa de acidentes que as outras escolas de treino de voo. No dia 3 de Março de 1943, um Wirraway da Unidade de Treino Operacional N.º 4 despenhou-se perto de Williamtown, ceifando a vida dos dois tripulantes. Dois outros também faleceram quando o seu Vengeance despenhou-se e ardeu perto de Goulburn, durante um exercício de voo de longa distância no dia 4 de Agosto. A 16 de Agosto ocorreu outro acidente envolvendo um Vengeance, que voou contra um conjunto de árvores depois de o piloto ter puxado para cima a aeronave demasiado tarde, aquando de um mergulho, acabando por destruir a aeronave e provocando mais duas baixas. A 14 de Setembro, os dois tripulantes de um Vengeance faleceram quando a sua aeronave explodiu durante um exercício de bombardeamento de mergulho. No mês seguinte, no dia 5 de Outubro, um Vengeance realizava mais um exercício de bombardeamento de mergulho perto de Braidwood e despenhou-se no mar; ambos os tripulantes foram dados como desaparecidos e, eventualmente, mortos. A Unidade de Treino Operacional N.º 4 sofreu mais duas baixas quando um Vengeance foi contra um monte, a meio de um voo de longa distância no dia 26 de Novembro de 1943. A 7 de Abril de 1944, outro Vengeance embateu contra a água e explodiu na baía de Nelson depois de não conseguir recuperar de um mergulho, ceifando a vida dos dois tripulantes.
No dia 1 de Dezembro, o Líder de Esquadrão R. E. Bell tomou o comando da Unidade de Treino Operacional N.º 4 por um breve período, entregando o comando ao Tenente de Voo R. Tuel-Wilkinson no dia 27 de Abril de 1944. Entretanto os Vengeance foram retirados das operações do teatro do Sudoeste do Pacífico, tendo voado a sua última missão no dia 8 de Março. A Unidade de Treino Operacional N.º 4 foi dissolvida no dia 30 de Abril; um pequeno destacamento permaneceu activo em Williamtown para fazer a entrega da base aérea para uma equipa da Unidade de Treino Operacional N.º 5 no dia seguinte. O resto da Unidade de Treino Operacional N.º 5 foi transferida de Tocumwal para Williamtown durante o mês de Julho. Quando a Unidade de Treino Operacional N.º 4 foi dissolvida, os aviões Vengeance da unidade tinham realizado um total de 7593 horas de voo e os Wirraway um total de 7646 horas.